# Révolution nationale

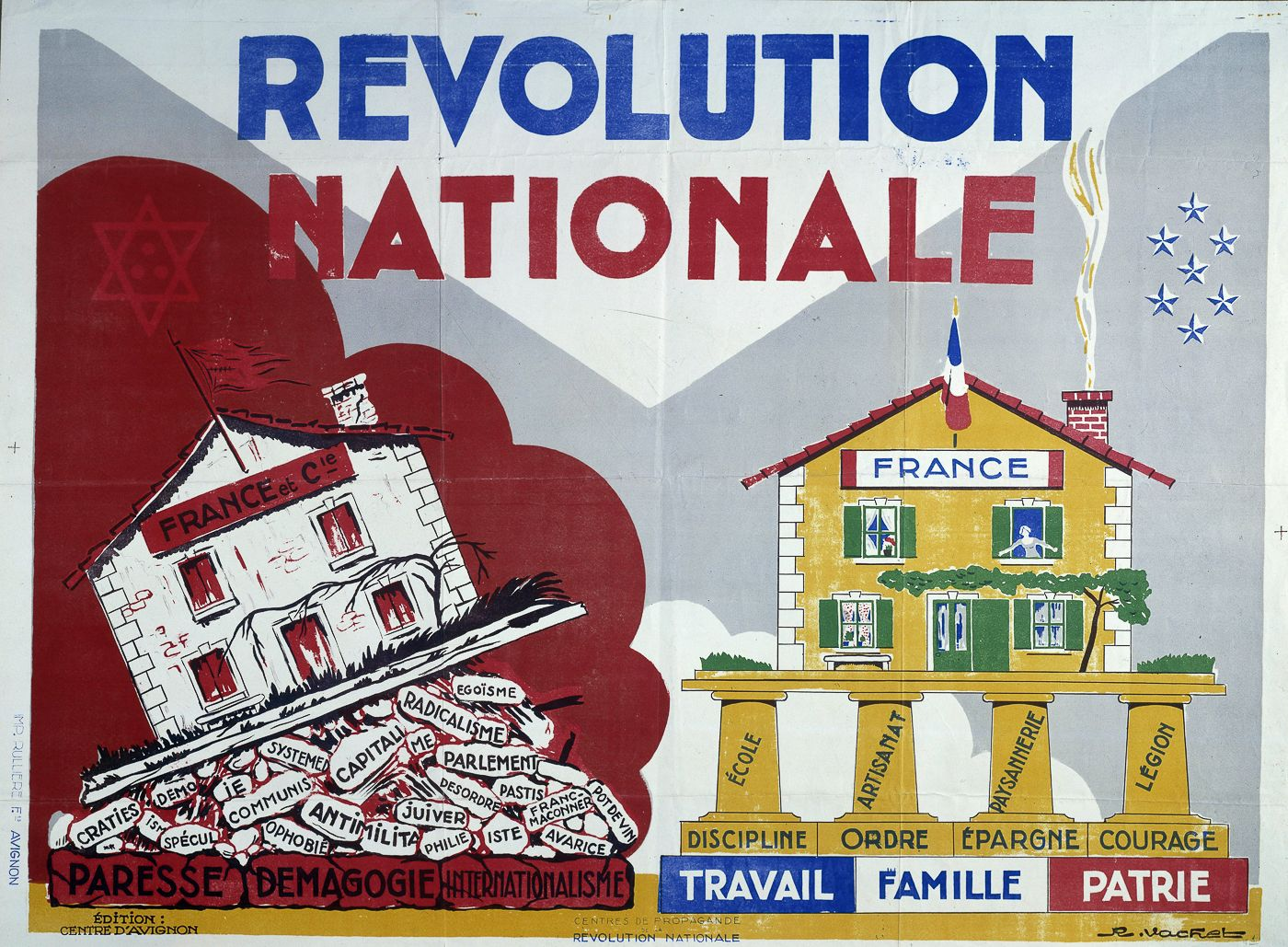
„Rewolucja narodowa” na plakacie. Francja konserwatywna, miłująca rodzinę i porządek przeciwstawiona jest Francji skorumpowanej, demagogicznej i zażydzonej

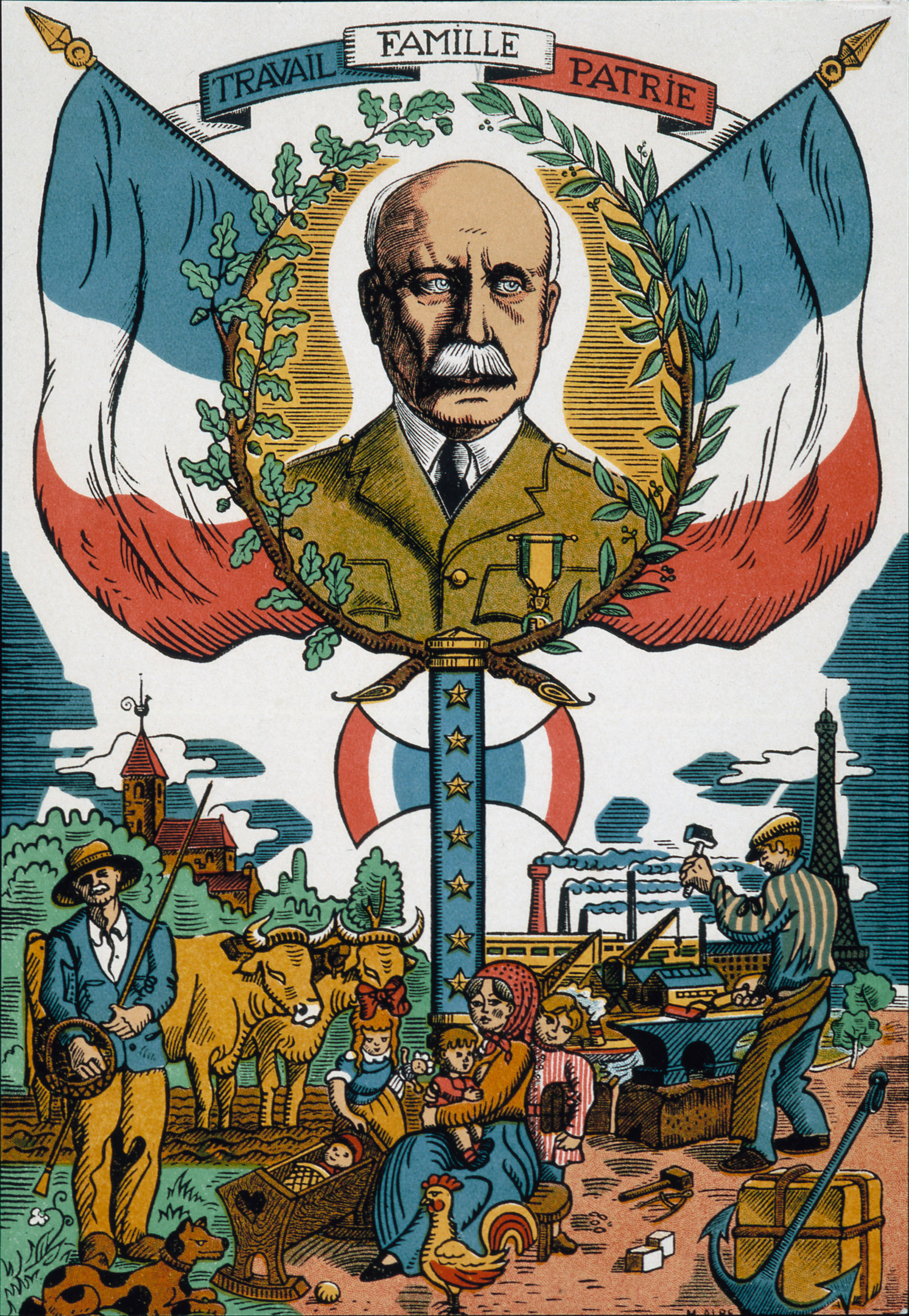
Marszałek Philippe Pétain przedstawiony jako opoka nowego porządku we Francji. Motto „Praca, rodzina, ojczyzna” (Travail, famille, patrie) miało zastąpić motto z czasów III Republiki „Wolność, równość, braterstwo” (Liberté, egalité, fraternité)

Révolution nationale (pol. Rewolucja narodowa) – oficjalny program ideologiczny promowany przez Francję Vichy („Państwo Francuskie”), który został ustanowiony w lipcu 1940 i kierowany przez marszałka Philippe’a Pétaina. Program charakteryzował się antyparlamentaryzmem, odrzuceniem konstytucyjnego podziału władzy, kultem jednostki, ksenofobią, sponsorowanym przez państwo antysemityzmem, promocją tradycyjnych wartości, odrzuceniem nowoczesności, korporacjonizmem i sprzeciwem wobec teorii walki klas. Mimo swojej nazwy „rewolucja narodowa” była bardziej reakcyjna niż rewolucyjna, ponieważ sprzeciwiała się większości zmianom wprowadzonym we Francji przez rewolucję francuską (1789–1799). 

Całkowita rewolucja we Francji została przygotowana przez dwadzieścia lat niepewności, niezadowolenia, odrazy i uśpionego buntu. [...] W następstwie wojny pękł wrzód. [...] Ta możliwość zrobienia czegoś nowego podnieca ludzi ze wszystkich grup społecznych.

 Zaraz po ustanowieniu rząd Pétaina podjął kroki przeciwko „niepożądanym” czyli Żydom, imigrantom, masonom i komunistom. Reżim prześladował również Romów, homoseksualistów i lewicowych aktywistów. Francja Vichy naśladowała politykę rasową nazistowskich Niemiec, a także angażowała się w politykę pronatalistyczną mającą na celu ożywienie „rasy francuskiej” (w tym politykę sportową), chociaż polityka ta nigdy nie sięgała tak daleko, jak program eugeniczny realizowany przez nazistów.
W maju 1941 władze Vichy ustanowiły Order Galijskiej Franciski, który miał symbolizować „rewolucję narodową”.

## Ideologia
Ideologia Francji Vichy była adaptacją idei francuskiej skrajnej prawicy (w tym monarchizmu i integralizmu Charles’a Maurras’a) przez kryzysowy rząd, powstały w wyniku klęski Francji w wojnie z Niemcami. Stygmatyzowano osoby uważane za odpowiedzialne za klęskę wojskową (proces w Riom) i krytykowano III Republikę za upadek moralny. Władze Vichy promowały tradycyjne wartości (socjalizm konserwatywny): motto republikańskie „Wolność, równość, braterstwo” (Liberté, egalité, fraternité) zostało zastąpione konserwatywnym mottem „Praca, rodzina, ojczyzna” (Travail, famille, patrie). Otoczono kultem marszałka Pétaina – pieśń ku jego chwale Maréchal, nous voilà! stała się nieoficjalnym hymnem narodowym.
Od lipca 1940 „rewolucja narodowa” była silnie promowana przez tradycjonalistyczny i technokratyczny rząd Vichy. Kiedy w czerwcu 1942 Pierre Laval powrócił na stanowisko premiera, „rewolucja” przestała być promowana i popadła w zapomnienie. Najważniejsza stała się kolaboracja z Niemcami, którzy (wbrew powojennym relacjom) nie byli autorami rewolucji.